# América Televisión (Argentina)
América Televisión (conegut ocasionalment com a América) és un canal de televisió oberta argentí. És també conegut per ser un dels sis canals oberts que oberts que emeten des de l'Àrea metropolitana de Buenos Aires.
L'emissora va ser inaugurada el 25 de juny de 1966 i és propietat del Grupo América, de l'empresari argentí Claudio Belocopitt i del també empresari colombo-argentí Francisco de Narváez.